# Tomasz Wawrzecki
Tomasz Antoni Wawrzecki (7 de marzo de 1759, Mejkszty-5 de agosto de 1816, Widze) fue un distinguido político y comandante militar polaco, general del ejército polaco. Durante la insurrección de Kościuszko en Varsovia sucedió a Tadeusz Kościuszko como comandante de las fuerzas polacas. Su rendición a las tropas rusas el 16 de noviembre de 1794 marcó el final efectivo del levantamiento.

## Biografía
Tomasz Wawrzecki nació el 7 de marzo de 1753 en su mansión familiar en Mejkszty (actualmente Meikštai, distrito de Ignalina, Lituania). Poco se sabe de sus primeros años de vida. Fue nominado por el rey Estanislao II Poniatowski de Polonia al rango de Gran Abanderado de Lituania. Un firme defensor de las reformas de la República de las Dos Naciones y luego del Zarato de Polonia, fue miembro del Gran Sejm y partidario de la Sociedad de Amigos de la Constitución. En 1786 se convirtió en portador de la Orden de San Estanislao. En 1791 fue galardonado con la Orden del Águila Blanca.
Participó en la guerra ruso-polaca de 1792. Después del estallido del levantamiento de Kościuszko de 1794, Wawrzecki fundó y financió varias unidades militares para luchar en las regiones de Samogitia y Courlandia. Al mismo tiempo, también fue plenipotenciario del Consejo Nacional Supremo, el gobierno de facto de Polonia. El 16 de octubre de 1794, fue promovido por Kościuszko al rango de teniente general. Tras la derrota de Kościuszko en la batalla de Maciejowice, el Consejo (por insistencia de Hugo Kołłątaj) nominó a Wawrzecki como sucesor de Kościuszko como comandante en jefe del levantamiento. Después de la batalla de Praga, se retiró con los restos de sus fuerzas a Radoszyce, donde disolvió sus tropas y se entregó a los rusos.
Mantenido prisionero hasta 1796, fue liberado por Pablo I de Rusia y regresó a Lituania. Durante la existencia del Gran Ducado de Varsovia colaboró con los rusos. Posteriormente, Alejandro I de Rusia lo convirtió en el ministro de justicia del Zarato de Polonia. Murió el 5 de agosto de 1816 y fue enterrado en Widze (actualmente Vidzy, provincia de Vítebsk, Bielorrusia).